# Phygadeuon brutus
Phygadeuon brutus är en stekelart som beskrevs av Kokujev 1909. Phygadeuon brutus ingår i släktet Phygadeuon och familjen brokparasitsteklar. Inga underarter finns listade i Catalogue of Life.